# بيير ليون
بيير ليون (بالفرنسية: Pierre Léon)‏ هو لغوي فرنسي، ولد في 12 مارس 1926 في أندر ولوار في فرنسا، وتوفي في 11 سبتمبر 2013 في تورونتو في كندا.